# Génération Oxygène
Pour plus de détails, voir Fiche technique et Distribution.
Génération Oxygène est un film français réalisé par Georges Trillat et sorti en 1991.

## Fiche technique
- Titre : Génération Oxygène
- Réalisation : Georges Trillat
- Scénario : Georges Trillat
- Photographie : Gérald Thiaville
- Décors : Moussa Bouima
- Son : Vincent Arnardi
- Musique : Olivier Lliboutry
- Production : Magic Company
- Pays d'origine :  France
- Genre : Comédie
- Durée : 90 minutes
- Date de sortie : 
  - France : 15 mai 1991

## Distribution
- Corinne Touzet : France Maalatray
- Denis Laustriat : John Newman
- Edward Meeks: Robert Chamberlain
- Marc de Jonge : Richard Malatray
- Christine Paillard : Jessica
- Billy Kearns : M. Newman
- Mathé Souverbie : La gouvernante
- Carole André